# 1969: The Velvet Underground Live
Albums de The Velvet Underground
Squeeze
(1973) VU
(1985)
1969: The Velvet Underground Live est le deuxième album live du Velvet Underground. C'est aussi le premier disque du groupe à être sorti après sa dissolution en 1973. Paru sous la forme d'un double album en 1974, il a été réédité en 1988 en deux CD distincts.
L'album a été enregistré en 1969 lors d'une tournée de 70 dates à travers l'Amérique du Nord. À Dallas, le 19 octobre, c'est un fan ingénieur du son qui a enregistré la performance avec son propre matériel. En novembre, à San Francisco, le groupe a obtenu la permission d'utiliser le matériel de la salle de concert. La qualité du disque s'en ressent, et, sans être excellent, le son est bien supérieur à celui du précédent album live du Velvet Underground.
On retrouve sur cet album du matériel qui ne figurait jusque-là que sur des albums sortis après 1969 (Loaded, ou encore les albums solos de Lou Reed).
L'album contient la première version de la chanson Sweet Jane qui est joué par le Velvet Underground avec un tempo et des paroles différents de la version définitive figurant sur le disque Loaded.

## Titres
Tous les titres sont composés par Lou Reed.

### Double-album

#### Face 1
| No | Titre              | Durée |
| -- | ------------------ | ----- |
| 1. | Waiting for My Man | 7:00  |
| 2. | Lisa Says          | 5:46  |
| 3. | What Goes On       | 8:47  |
| 4. | Sweet Jane         | 3:58  |

#### Face 2
| No | Titre                                      | Durée |
| -- | ------------------------------------------ | ----- |
| 1. | We're Gonna Have a Real Good Time Together | 3:12  |
| 2. | Femme Fatale                               | 3:01  |
| 3. | New Age                                    | 6:31  |
| 4. | Rock and Roll                              | 6:00  |
| 5. | Beginning to See the Light                 | 5:26  |

#### Face 3
| No | Titre          | Durée |
| -- | -------------- | ----- |
| 1. | Ocean          | 10:46 |
| 2. | Pale Blue Eyes | 5:50  |
| 3. | Heroin         | 9:42  |

#### Face 4
| No | Titre                                   | Durée |
| -- | --------------------------------------- | ----- |
| 1. | Some Kinda Love                         | 4:44  |
| 2. | Over You                                | 2:15  |
| 3. | Sweet Bonnie Brown — It's Just Too Much | 7:50  |
| 4. | White Light/White Heat                  | 8:32  |
| 5. | I'll Be Your Mirror                     | 2:17  |

### CD

#### Volume 1
| No  | Titre                                      | Durée  |
| --- | ------------------------------------------ | ------ |
| 1.  | Waiting for My Man                         | 7:03   |
| 2.  | Lisa Says                                  | 5:52   |
| 3.  | What Goes On                               | 8:55   |
| 4.  | Sweet Jane                                 | 4:00   |
| 5.  | We're Gonna Have a Real Good Time Together | 3:15   |
| 6.  | Femme Fatale                               | 3:04   |
| 7.  | New Age                                    | 6:36   |
| 8.  | Rock and Roll                              | 6:06   |
| 9.  | Beginning to See the Light                 | 5:30   |
| 10. | Heroin                                     | 8:14 † |

#### Volume 2
| No | Titre                                   | Durée |
| -- | --------------------------------------- | ----- |
| 1. | Ocean                                   | 10:55 |
| 2. | Pale Blue Eyes                          | 5:51  |
| 3. | Heroin                                  | 9:49  |
| 4. | Some Kinda Love                         | 4:48  |
| 5. | Over You                                | 2:17  |
| 6. | Sweet Bonnie Brown — It's Just Too Much | 7:55  |
| 7. | White Light/White Heat                  | 8:35  |
| 8. | I Can't Stand It                        | 7:51  |
| 9. | I'll Be Your Mirror                     | 2:21  |

## Le groupe
- Lou Reed – chant, guitare
- Sterling Morrison – guitare, chœurs
- Doug Yule – basse, orgue, voix, chœurs
- Maureen « Moe » Tucker – batterie, percussions, chœurs